# تيزيبيلوماب
تيزيبيلوماب هو ضد وحيد النسيلة بشري المنشأ يستخدم لعلاج الربو. يستهدف الدواء تثبيط اللمفوبويتين السدوي الزعتري (بالإنجليزية: Thymic stromal lymphopoietin (TSLP))‏، وهو سيتوكين ظهاري له دور في بدء واستمرار التهاب مجرى الهواء.
حصل على الموافقة على إدارة الغذاء والدواء الأمريكية في ديسمبر 2021، وموافقة وكالة الأدوية الأوروبية في سبتمبر 2022. تعده إدارة الغذاء والدواء الأمريكية الدواء الأول في فئته.